# 王恽 (元朝)
王惲（1227年—1304年7月23日），字仲謀，衛州（元代為衛輝路）汲縣（今河南省衛輝市）人，元朝政治人物、文學家。為元好問弟子，為文不蹈襲前人，獨步當時。其書法遒婉，與東魯王博文、渤海王旭齊名。

## 生平
王惲出生於一個官員家庭。祖父王宇，任職金朝敦武校尉。其父王天鐸，金正大初年，任戶部主事。
元世祖中統元年（1260年），東平（今山東省東平縣）宣撫使姚樞任命王惲為詳儀官。當時元朝政府管理機構初建，令各地方政府（各路）薦舉財務管理人員一名，王惲入征為中書省詳定官。中統二年春轉為翰林修撰，同知製誥，兼國史院編修官，尋兼中書省左右司都事。元世祖至元五年（1268年）建御史台，六年任監察御史，彈劾都水劉晸貪污，竟使劉晸憂鬱而死。九年授承直郎。十四年，除翰林待制，拜朝列大夫、河南北道提刑按察副使，貪官污吏多為其所罷黜。十八年（1281年），拜中議大夫、行御史台治書侍御史，不赴。十九年春，改山東西道提刑按察副使。二十六年（1289年），授少中大夫、福建閩海道提刑按察使。二十九年春，授翰林學士、嘉議大夫。元成宗元貞元年（1295年），加通議大夫、知製誥同修國史，奉旨纂修《世祖實錄》。大德元年（1297年），進中奉大夫。大德八年六月二十日（1304年7月23日）卒，贈翰林學士承旨、資善大夫，追封太原郡公，謚文定。
中年時，左髀有寒疾（關節炎），雨天前必痛，曾求医于窦默。

## 著作
- 《相鑒》五十卷
- 《汲郡誌》十五卷
- 《秋澗樂府》四卷
- 《秋澗先生大全集》一百卷

## 延伸阅读
[在维基数据编辑]
 《元史·卷167》，出自宋濂《元史》
 《新元史/卷188》，出自柯劭忞《新元史》